# ペットソン&フィンダス
ペットソン・そして・フィンダスは、1984年に始まった、スヴェン・ノルドクヴィストによって書かれた子供向けの本のシリーズである。主人公はおじいさんのペットソンと彼の話す猫フィンダスである。これらの本からは、いくつかの映画化や劇の制作が行われている。
スヴェン・ノルドクヴィストは、ハルムスタッドの広告代理店で働いていた時に、初めてペットソンとフィンダスを描き始めた。

## アクション
ペットソンは創意に富んだおじいさんで、彼の猫フィンダスやいくつかのニワトリと一緒に暮らしている。物語は彼らの共同生活に焦点を当てている。ペットソンとフィンダスは互いに話すことができる。ペットソンにとって、フィンダスはまるでいたずら好きで遊ぶ子供のような存在である。彼はまた、人間のように後ろ足で歩くことができる。
ペットソンとフィンダスは田舎の農場に住んでいる。家には「ムクロール」と呼ばれる存在も住んでおり、フィンダスが見ることができ、彼とコミュニケーションをとることができるが、ペットソンは見ることができない。最寄りの隣人、グスタフソンは時折、道具を借りにきたり、単におしゃべりしに来たりする。グスタフソンには犬がいる。何冊かの本で、ペットソンとフィンダスとグスタフソンと彼の犬の間にライバル意識を感じることができ、その中で最も明確なのは「Rävjakten」（キツネ狩り）で、ペットソンの価値観がグスタフソンと一致しておらず、特にニワトリをキツネから守ることに関してである。
映画「Kattonauten」の冒頭で、隣人のアンデション夫人がペットソンをペッターソンと呼ぶ。フィンダスが彼をペットソンと呼ぶのを始めると、隣人たちも同様に彼をそう呼ぶようになり、彼はペットソンとして知られるようになった。

## キャラクター

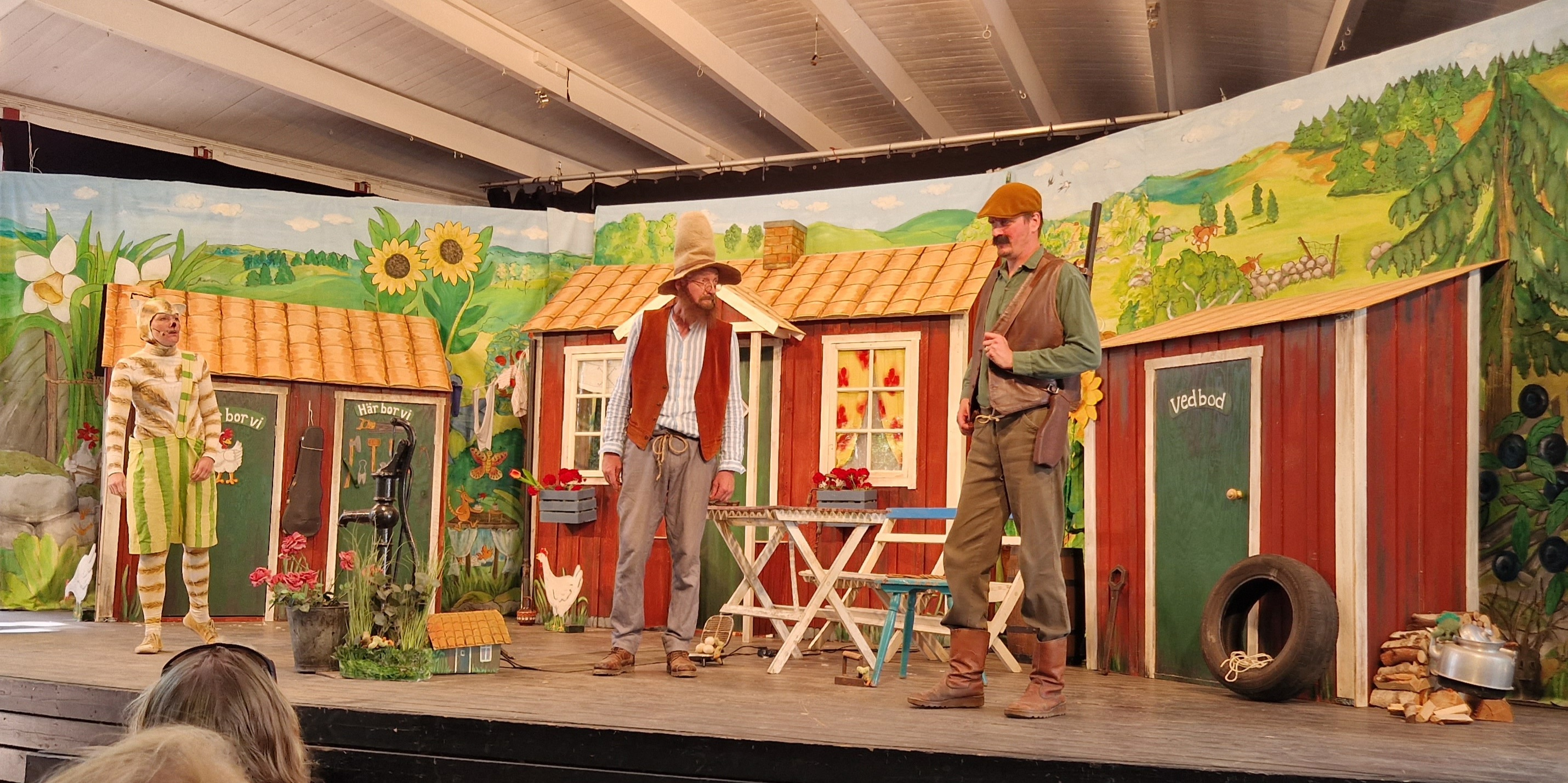
Ängelholms hembygdsparkでのペットソン、フィンダス、およびグスタフソンの姿。

- ペットソン（実際はペッターソン）は、年齢にもかかわらず元気で創意に富んだおじいさんである。ペットソンの背景は比較的未探索であるが、背景の詳細や回想を通じて、農場がおそらく彼の幼少期の家であることがわかる。映画『Glömligheter』では、彼が子供の頃に隣人のグスタフソンと一緒に住む湖で泳ぐことを学んだことが明らかになります。あるエピソードでは、カメラがペットソンのベッドサイドの家族の写真にズームインし、ペットソンが子供の頃におそらく両親、妹、および兄アルフレッドとともに家の前でポーズをとっている様子が見える。猫のフィンダスとニワトリ以外にも、ペットソンは一人で農場に住んでいる。ペットソンは、よく自分の作り出すさまざまな素晴らしい発明を作り出す大工小屋で時間を過ごす。ペットソンの最も明確な特徴は、彼が常にかぶっている高い黄色い帽子と、彼の大きな鼻にかかる小さな丸い眼鏡である。ペットソンのスウェーデン語の声は、アニメーション映画ではトルド・ペーターソンが担当している。
- フィンダスは普通でない農場の猫で、後ろ足で歩いたり、ペットソンやニワトリと話したりすることができる。フィンダスはアンデション夫人からのペットソンへの贈り物で、彼が仲間が必要だと考えたからである。彼の名前は、最初の時期に彼が来た空の箱が「Findus Gröna ärtor」だったためである。フィンダスは豊かな想像力を持ち、よくいたずらを仕掛け、シリーズの進行に従ってペットソンにとってはますます子供のようになった。フィンダスはパンケーキとプリッコーソーセージサンドウィッチが大好きである。
- プリッラはニワトリの中で最も高い地位にあるもので、フィンダスとしばしば意見が対立する。プリッラは強い意見を持ち、めったに折れない。彼女は他のニワトリと同様に手仕事とコーヒーが好きである。スウェーデン語の声優はモナ・セイリッツが担当している。
- グスタフソンはペットソンとフィンダスの最も近い隣人で、彼の妻エルサと一緒に乳牛とニワトリの農業を営んでいる。グスタフソンは狩人で、彼の狩猟犬と一緒によく外で散歩している。グスタフソンとペットソンは村で育った仲で、彼らはしばしば物事を手伝い合っているが、グスタフソンは時折、ペットソンの「馬鹿げたこと」に対して冗談を言うことがある。
- エルサ・グスタフソンはグスタフソンの温和な妻で、彼女は彼女の夫とは対照的にペットソンとフィンダスに優しい。
- アクセル・グスタフソンはグスタフソン夫妻の成人の息子で、時折、ペットソンが雪かきなどの物理的に厳しい仕事を手伝う。

### マクローナ
マクローナは、ペットソンとフィンダスの本、映画、およびゲームに登場する小さな生物である。これらの生物はフィンダスだけが見ることができる。ムクロールはあまり知能が高くないが、彼らは通常、自分たちの考えに非常に固執している。中には非常に感覚が鋭く、物事に過敏なものもいる。彼らは巧妙で、ペットソンといたずらをして、靴下を盗んだり、本を一か所から別の場所に動かしたりすることが好きである。注意深く見ると、彼らはテキストではあまり言及されていないにもかかわらず、多くの画像に登場している。

## 本
ペットソンとフィンダスの本はBokförlaget Opalから出版されている。この17冊の絵本シリーズは1984年に発売が始まり、出版社によればスウェーデン語版だけで300万部以上が販売され、2015年までに47言語に翻訳された。国外を含む総販売部数は1300万冊を超え、そのうちドイツが最大の市場である。
- Pannkakstårtan / Pancakes for Findus (1985)
- Rävjakten / Findus and the Fox (1986)
- Stackars Pettson / Findus Plants Meatballs (1987)
- Pettson får julbesök / Findus at Christmas (1988)
- Kackel i grönsakslandet / Findus Plants Meatballs (1990)
- Pettson tältar / Findus Goes Camping (1992)
- Tomtemaskinen / The Mechanical Santa (1994)
- Tuppens minut / The Rooster's Minute (1996)
- Pyssla med Findus / Findus, Food and Fun (1998)
- Pettson och Findus sångbok / Pettson and Findus Song book (1999)
- När Findus var liten och försvann / When Findus was Little and Disappeared (2001)
- Pettson och Findus kokbok / Pettson and Findus cookbook (2004)
- Findus flyttar ut / Findus Moves Out (2012)
- Känner du Pettson och Findus? / Keeping Up With Findus (2014)
- Var är Pettson? / Findus Disappears! (2015)
- Sjung med Pettson och Findus / Sing with Pettson and Findus (2015)
- Kan du ingenting Pettson? / Can't You Do Anything, Pettson? (2019)
- Pettson och Findus bygger en bil / Pettson and Findus Build a Car (2020)

ペットソンとフィンダスの本は、ヘルゲ・スコーグが朗読し、ペットソン役をヘンリク・ホルンベリが、フィンダス役をヨハン・ウルヴェソンが務めるオーディオブックとしても存在している。これらのバージョンはGammafonから発売されている。また、レンナート・イェーケルが朗読し、オパールから発売された別のバージョンもある。さらに、ニルス・エクルンドが朗読したバージョンも存在する。
ペットソンとフィンダスの本は、ヘルゲ・スコーグが朗読し、ペットソン役をヘンリク・ホルンベリが、フィンダス役をヨハン・ウルヴェソンが務めるオーディオブックとしても存在している。これらのバージョンはGammafonから発売されている。また、レンナート・イェーケルが朗読し、オパールから発売された別のバージョンもある。さらに、ニルス・エクルンドが朗読したバージョンも存在する。
- Pettson i Pannkakstårtan och När Findus var liten och försvann
- Pettson i Pettson tältar och Kackel i grönsakslandet
- Rävjakten & Pettson får julbesök
- Stackars Pettson och Tuppens minut
- Massor av äventyr med Pettson o Findus (som innehåller sagorna När Findus var liten och försvann, Kackel i grönsakslandet, Tuppens minut, Pannkakstårtan, Pettson tältar, Stackars Pettson och Rävjakten.)
- Tomtemaskinen

スヴェン・ノルドクヴィストのドラマ化とインタビューは、3枚のCDがセットになったボックスにまとめられている。

## ペットソンとフィンダスの農場

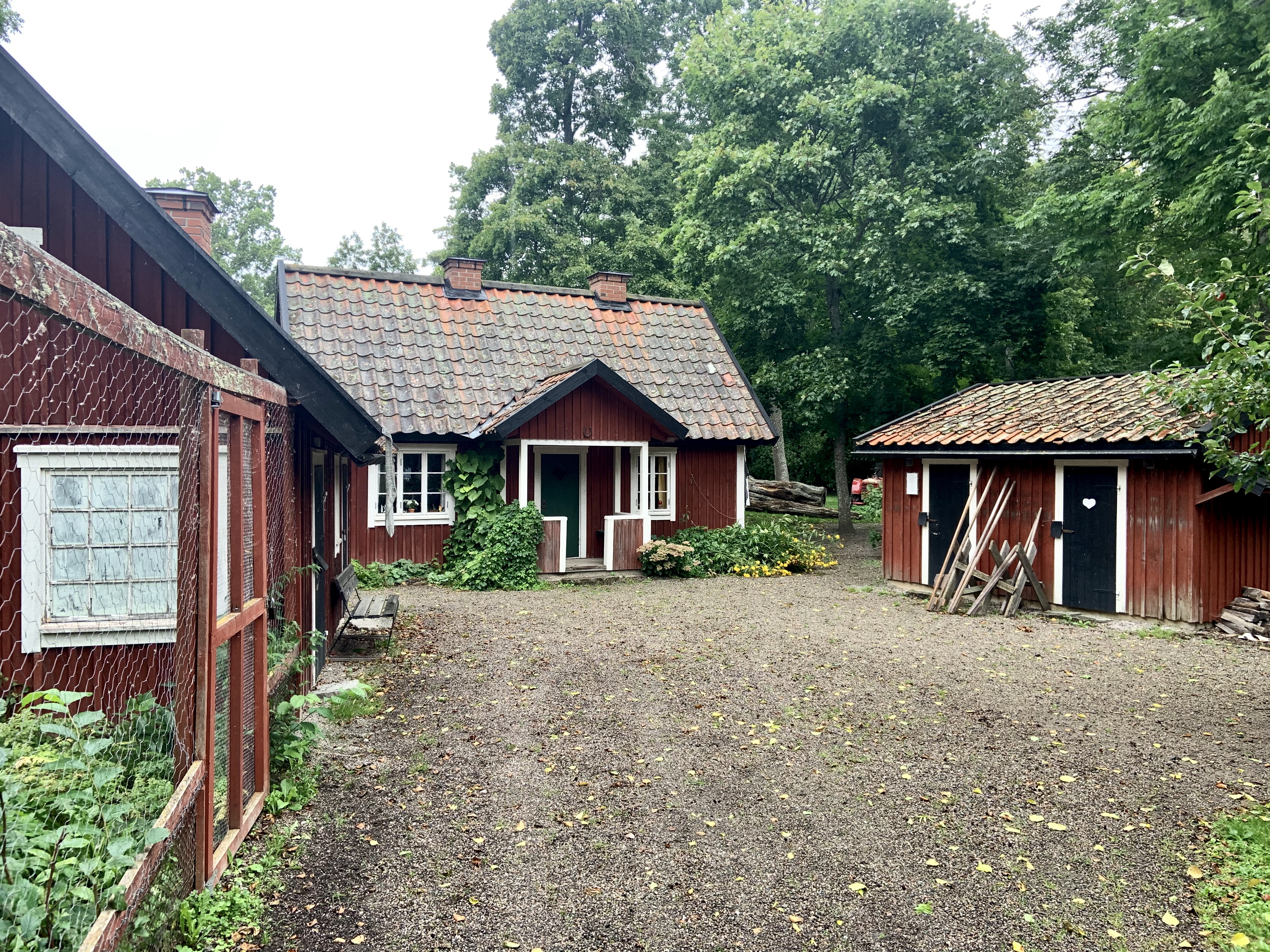
ペットソンとフィンダスの農場は、ユリタ農場の一部である。

ユリタ農場では、スヴェン・ノルドクヴィストと共同で、ペットソンとフィンダスの本のイラストを基にした農場を再現した。著者自身がいくつかの家具や内部のディテールを手作りした。農場のすべては子供たちのサイズに合わせて2/3スケールで作られている。

## その他の制作物

### クリスマスカレンダ
1993年のスウェーデンテレビのクリスマスアドベントカレンダーは「Tomtemaskinen」（サンタのマシン）と呼ばれていた。スヴェン・ノルドクヴィストはこの年のアドベントカレンダーのアイデアを提案するように頼まれ、それがペットソンとフィンダスに関するものであると決定した。ペットソンとフィンダスの役は、それぞれイングヴァル・ヒルドヴァルとイーカ・ノールドが演じた。
ノルドクヴィストはただし、すべてのエピソードを自ら執筆しなかった。彼は、24エピソードを書くのは負担がかかりすぎると感じ、それは制限された時間内に24冊の本を書くのと同じだろうと考えた。また、彼は時折、脚本家たちが彼のアイデアを変更したと述べた。後に、スヴェン・ノルドクヴィストは同じ名前の本を執筆し、1994年に出版された。

### 映画

#### アニメ映画
ペットソンとフィンダスには、Happy Lifeによって製作されたアニメーションテレビシリーズと4つのアニメーション映画も存在する。声優には、トルド・ペーターソンをはじめとするいくつかの俳優が含まれている。
- 1999 − Pettson och Findus – Katten och gubbens år
- 2000 − Pettson och Findus – Kattonauten
- 2005 − Pettson och Findus – Tomtemaskinen
- 2009 − Pettson och Findus – Glömligheter

#### ハーフアニメーション映画
Tradewind Picturesによってドイツで製作されたいくつかの映画は、実写の俳優たちとアニメーションのフィンダスを組み合わせている。これらの映画では、ステファン・クルトがペットソンを演じ、スウェーデン語の声はクラース・マンソンなどによって提供されている。
最初の3本の映画には、ノルドクヴィストの本からの素材が含まれているが、最新の映画「Die Mucklas... und wie sie zu Pettersson und Findus kamen」は、トーマス・シュプリンガーとヘルムート・ウェッバーによるオリジナルの台本に基づいており、ムクラたちがペットソンの家に辿り着く過程が描かれている。
- 2014 − Pettson och Findus – Roligheter
- 2016 − Pettson och Findus – Juligheter
- 2018 − Pettson och Findus – Findus flyttar hemifrån
- 2022 − Mucklorna och hur de kom till Pettson och Findus

### 漫画本
ペットソンとフィンダスはシリーズバージョンでも制作された。このシリーズはSören Axénによって描かれ、Egmontの手芸雑誌「Pettson och Findus」に掲載された。

### コンピューターゲーム
ペットソンとフィンダスのコンピュータゲームはいくつかあり、これらはAlfabeta Gammafon Multimediaおよびスヴェン・ノルドクヴィストによって製作され、Gammafonによって発売された。
2001年から2006年まで、ドイツの企業Kiddinxによって3つのコンピュータゲームが開発され、これらはスウェーデンでGammafonによって発売された。
- 1996 − Pettson o Findus i snickarbon
- 1997 − Pettson o Findus julkalender
- 1998 − Pettson &amp; Findus i trädgården
- 1999 − Pettsons julspel
- 2001 − Pettson o Findus och mucklornas värld
- 2001 − Pettson &amp; Findus: Spökskrämmarmaskinen
- 2004 − Pettson & Findus: Höndans och kattcirkus
- 2006 − Pettson & Findus: Födelsedagskatten

### モバイルゲーム
2012年に、Filimundusによって5つのペットソンのモバイルゲームが開発およびリリースされ、その後さらに2つが追加された。『Pettsons kaffe』は、『Pettson o Findus och mucklornas värld』のミニゲームであった。『Pettsons Uppfinningar』には25のミニゲームが含まれており、そのうち15は以前のコンピュータゲームから取られたものであり、10は新しいものである。
- 2012 − Pettsons pussel[1]
- 2012 − Pettsons kaffe[1]
- 2012 − Pettsons Memory[2]
- 2012 − Pettsons Uppfinningar[1]
- 2012 − Pettsons Uppfinningar 2[3]
- 2013 − Pettsons Uppfinningar Deluxe
- 2016 − Pettsons Uppfinningar 3[4]

### 曲
Bröderna Slutは、ペットソンとフィンダスに関するさまざまなミュージカルからの歌を含む6枚のアルバムを制作した。
- 1994 – Kackel i grönsakslandet
- 1995 – Pettson tältar
- 1997 – Tuppens minut
- 1999 – Rävjakten
- 2002 – När Findus var liten och försvann
- 2004 – Pannkakstårtan

トニー・ケーンベリ & オスカー・ブリューセル・ガブリエルソンは、ペットソンとフィンダスを中心に据えたもう一枚のアルバム『Pettsons Gård』をリリースした。